# Beleg van Zierikzee (1303-1304)
Het Beleg van Zierikzee was de militaire belegering van Zierikzee door Vlaamse troepen onder leiding van Gwijde van Namen van 1303 tot 1304. Inzet van de belegering was het bezit van Zeeland.
Tijdens het beleg werden de nabijgelegen kastelen Blodenburg en Borrendamme door de poorters van Zierikzee verwoest.
Het Beleg van Zierikzee werd uiteindelijk beëindigd tijdens de Slag bij Zierikzee op 10 en 11 augustus 1304.